# Универсален десантен кораб
Универсален десантен кораб, съкратено УДК (на английски: Landing Helicopter Attack (LHA) или Landing Helicopter Dock (LHD)) е подклас на десантен кораб, обединяващ в себе си повечето функции, необходими за стоварване на морски десант.

## Поява на концепцията за УДК
По време на Виетнамската война американския флот се сблъсква с проблема за координация на действията на разнородните десантни кораби, осъществяващи десанта. Всички те имат различни функции – корабите-докове разполагат с отсек потопяем док, на който са разположени десантни катери, на които може да са натоварят подразделенията морска пехота, транспортирани от кораба. Десантните катери са с малко газене, което означава, че на самия десантен кораб-док не се налага да се доближава до брега за стоварване на десанта, а може да го спусне на вода чрез щатните си десантни средства навътре в морето. От една страна това повишава защитеността му от огън откъм брега, от друга позволява много по-голям размер на съдовете от този клас, тъй като отпада нуждата от ниско газене. Така десантните кораби-докове носят основната част от силите на десанта. Танкодесантните кораби осъществяват десантирането на бронирана и механизирана техника директно върху необорудван бряг посредством носовия си десантен апарел (или десантна рампа). Поради тази причина за тези кораби са характерни недостатъците, избегнати при корабите докове – от една страна те са изложени на силния противников огън на противодесантната отбрана на брега, от друга размерите им са силно намалени, за да се намали газенето им и съответно да са в състояние да десантират тежката техника и да се изтеглят на собствен ход обратно в морето на безопасност. Основната част от морската пехота – самите морски пехотинци, обикновено се транспортират на военнотранспортни кораби или на мобилизирани граждански пътнически съдове, конструирани за превоза на големи количества пътници, поради което за десантирането им е необходимо да бъдат прехвърлени с катери или на десантни кораби докове/ танкодесантни кораби, или на десантни вертолетоносачи. В ролята на вторите след края на Втората световна война са използвани леки самолетоносачи, които не могат да поддържат модерните типове палубни самолети и по тази причина са морално остарели за първоначалната си роля. Също така има и щабни кораби, които осъществяват координацията на десанта и действията на брега.
Още един проблем е отдалечеността на десантните кораби от зоната на десантираане, за безопасност от действита на бреговата артилерия. За най-добро решение е смятано отдалеченост на съдовете зад хоризонта – 25 – 30 km, но времето за десант, както преди, се определя като срок от половин час, иначе противника може да окаже сериозно противодействие. И макар хеликоптерите, пренасящи личния състав, напълно да отговарят на това изискване, то бавните десантни баржи, доставявщи на брега тежката техника – не. Необходими са скоростни десантни кораби на въздушна възглавница и съответствено, нови кораби-докове, взаимодействащи с тях.

## Характеристики и възможности на УДК
В резултат на изследвания флота на САЩ поръчва нов клас десантни кораби – „Тарауа“ (тип LHA) за замяната на десантните вертолетоносачи тип „Иводжима“, способни да осъществяват практически всички функции необходими за спускането на десанта. Тяхната водоизместимост е двойно по-голяма от най-големите до този момент кораби на амфибийните групи – десантните вертолетоносачи – и достига 34 хил. тона (техните наследници – типа „Уосп“ (тип LHD) достигат 40 хил. тона), а дължината им е над 250 m. Те са способни да поддържат операциите на експедиционен отряд морска пехота (Marine Expeditionary Unit (Special Operations Capable) – MEU (SOC)) (2000 души) с цялата му техника. Подразделението представлява пехотен батальон морска пехота, подсилен с бронетанкови, артилерийски, разузнавателни и инженерни подразделения, поддържан от собствена авиогрупа и собствен логистичен батальон. Доковата камера е потопяема, побира големите десантни катери на въздуша възглавница тип LCAC (Landing Craft Air-Cussioned). Корабът носи и по-малките десантни катери тип LCU (Landing Craft Utility). Десантните катери напускат доковата камера през кърмовия апарел. Те се използват за десантиране на тежкото въоръжение и оборудване като основни бойни танкове, механизирана пехота, артилерия, сапьорни и логистични машини, които се стоварват с втората вълна на десанта.
Преди тях десантира първата вълна по вертолетния способ или известен в англоезичната военна наука като OTH (Over The Horizon – отвъд хоризонта). На безопасно за корабите разстояние (защитени от противниковия огън откъм брега) навътре в морето излита първата вълна на десанта, включваща лека морска пехота. Предназначението ѝ е с изненадващ удар да овладее плацдарм или предмостие, на който да се стовари втората вълна (включваща тежката техника), която да подкрепи първата вълна, да се съединии с нея и да сломи вражеската съпротива. Тъй като първата лека вълна на десанта трябва да се сражава самостоятелно (и да осигури възможност за десантирането на втората тежка вълна), тя получава огнева поддръжка от въздуха, включваща в американския случай самолети щурмовици със съкратено/ вертикално излитане/ кацане (СВИК) AV-8B+ „Хариер“ (4 – 6 бройки) и ударни вертолети AH-1Z „Зулу Кобра“ (6 – 8 бройки). За доставката на морската пехота УДК разполага с 12 десантни конвертиплана MV-22B „Оспри“. Авиогрупата се допълва от 3 свързочни и разузнавателни вертолета UH-1Y „Хюи Венъм“ и 4 – 6 средни десантни вертолета MH-53E „Сий Стелиън“. Всичко в хангара под полетната палуба има до 40 единици летателна техника, които действат от 8 – 10 места на полетната палуба. Полетната палуба е абсолютно плоска, непреграден тип, с островна надстройка по десния борд. Корабът няма катапулти и аерофинишьори (спирачни въжета), тъй като цялата авиагрупа на УДК е способна да извършва вертикално/ съкратено излитане и кацане. В определена степен, УДК може да се разглежда като потенциален ескортен самолетоносач или противолодъчен самолетоносач. По време на „студената война“ в САЩ са отработвани версии за подобно използване на УДК с насищането на неговата авиагрупа с СВИК или вертолети за ПЛО.
Силовата установка на УДК е газо-електрическа. Потребността от обширно вътрешно пространство води до използването на двигатели с висока концентрация на мощност. В същото време повишената шумност на газовите турбини не играе особено значение за десантния кораб. Скоростта достига 23 – 24 възела при далечина на плаване до 10 000 морски мили.
Обикновено УДК влизат в състава на амфибийни ударни групи от няколко кораба, самолетоносач и кораби за охрана на съединението. Те никога не се приближават към брега на разстояние пряка видимост. Основната характеристика на универсалните десантни кораби, която ги отличава от другите типове десантни кораби (както показва и названието им) е тяхната универсалност. По-специално това е възможността им да поддържат операциите на значителна авиогрупа.
- Докато и други типове разполагат с вертолетна площадка и дори хангар за 1 – 3 вертолета, УДК разполагат с пълномащабна хангарна палуба за съхраняването, техническото обслужване и по-сериозни ремонти на авиационната техника на до 20 летателни апарата (в случая на американските представители в този клас кораби дори повече).
- Под хангарната палуба е разположена подсилена палуба за съхраняване на тежка бойна и логистична техника (с маса до 80 тона – американските ОБТ М1 Ейбрамс, германските Леопард 2 или британските Чалънджър 2)
- Под хангарната палуба е разположена докова камера, на която се транспортират щатните десантни катери и на която десантът се товари на тях.
- В кърмата на кораба е разположен десантен апарел за достъп на десантите катери до доковата камера, между доковата камера и подсилената палуба има рампа, по която техниката на десанта се спуска или се изкачва на собствен ход при товаренето/ разтоварването си (за което корабите са снабдени с мощна система за вентилация на отработените газове от двигателите), между полетната и хангарната палуба има асансьори за вдигане/ спускане на авиационната и самолетообслужващата техника, на полетната палуба е разположен товарен кран, който може да спуска леки лодки или да попълва запасите на кораба, когато се намира в пристанище, а някои кораби разполагат и с отсеци по бордовете, в които са разположени лодки за охрана/ спасяване.

За да се причисли един кораб към категорията на универсалните десантни кораби е задължително условие наличието на полетна, хангарна, подсилена палуба и на докова камера. Това отличава класа от други подобни кораби. Възможността тези кораби да оперират с вертикално излитащи/ кацащи самолети не е задължителна, тъй като това значително повишава цената на строителството им. За понасяне на голямото термо-динамично натоварване на палубата от вертикално насочените надолу сопла на двигателя на самолетите Хариър/ F-35 при кацане, както и по-тежкото приземяване в сравнение с вертолет, полетната палуба трябва да се подсили значително. По тази причина с такива палуби, позволяващи операциите на СВИК са оборудвани единствено американските УДК и испанският кораб L61 BPE „Juan Carlos I“, поради двойното му предназначение като УДК и лек самолетоносач. Според официална информация австралийското Министерство на отбраната се е отказало с цел икономии от строителството на двата кораба клас Канбера (еднотипни с испанския „Juan Carlos I“) с подсилена палуба и докато испанският кораб може да оперира със самолети Хариър (и предполагаемо с F-35B, Испания все още не е взела решение за закупуването на такива самолети), то австралийските му събратя могат да оперират само с вертолети.
Например на десантните вертолетоносачи (които в миналото традиционно представляват морално остарели самолетоносачи, преоборудвани за новата си роля) липсват подсилена палуба и докова камера (в тези случаи десантът е моторизиран с автомобилна техника, разположена в задната част на полетната палуба, щатната авиация ползва предната част на палубата и разтоварването на автомобилната техника става посредством логистичната инфраструктура на търговски пристанища, поради което такива кораби са използвани в периода след Втората световна война за транспортиране на войскови контингенти за полицейски или хуманитарни операции и поради нищожния им принос за десантни операции са снети от въоръжение). В други случаи, като италианските десантни кораби клас Сан Джорджо например липсва хангарната палуба и корабите могат да оперират с ограничена група вертолети на летателната си палуба, но не и да осъществяват техните ремонти или да поддържат базирането им за продължителни походи. Също в италианските ВМС с приемането на въоръжение на новия лек самолетоносач C550 Cavour като авионосен кораб и флагман, старият лек самолетоносач C551 Giuseppe Garibaldi e преквалифициран на десантен вертолетоносач, тъй като липсва докова камера и подсилена палуба за транспортиране на механизиран десант.
Поради големите им размери, сходната конфигурация с права подсилена полетна палуба, авиационни асансьори и системи, поддържащи авиационните операции, стойността на тези кораби е висока и в повечето случаи се доближава до стойността на самолетоносачите. В много случаи УДК има официално название от типа вертолетоносач (Япония) или лек самолетоносач (Испания, Тайланд). Дори новият флагман на Испанските ВМС – L61 BPE „Juan Carlos I“ е разработен поначало с двойно предназначение – да бъде използван както като лек самолетоносач, заменяйки „Principe de Asturias“, така и като универсален десантен кораб. Кралските ВМС на Обединеното кралство също декларират такова двойно предназначение на двата нови кораба от клас „Queen Elizabeth“. Военноморските сили на Съединените американски щати на свой ред правят ясно разграничение между двата типа кораби.
Освен САЩ, такива кораби се строят във Франция (в т.ч. за Русия), Испания (в т.ч. за Тайланд), Япония, Южна Корея, Австралия (съвместно с Испания).